# 今際之國的闖關者
《今際之國的闖關者》（日语：今際の国のアリス）是日本漫画家麻生羽呂的青年向少年漫画作品，于《週刊少年Sunday超》（后改名为週刊少年SundayS）2010年12月號开始连载，并于2015年4月改至《週刊少年Sunday》每月连载，直至2016年2月完结。而作品会以不定期于《週刊少年Sunday》刊载「特別篇」。
新章《今際之國的闖關者RETRY》從《週刊少年Sunday》2020年46號連載至2021年8號。
另外，由麻生羽呂原作，黑田高祥作畫的相关作品「今際之路的愛麗絲」（日语：今際の路のアリス），在月刊Sunday Gene-X於2015年9月號至2018年3月號期間連載。
真人版網路劇於2020年12月10日於Netflix播出，由山崎賢人和土屋太鳳主演。

## 故事簡介

### 本篇
一事無成的高三學生有栖良平，因為永遠比不贏優秀的弟弟，心中常想著逃離這討厭的現實。有一天，他與死黨苅部與張太一同鬼混時，目睹一顆極大的煙火，卻沒想到從此踏入了詭異的世界，還莫名其妙加入了一場「遊戲」。卻沒想到失敗的結果大為驚人……為了在這個世界生存下來，他們必須陸續參加遊戲，贏取「今際之國」的「簽證」！

### RETRY
今年已26歲，成為一名心理諮詢師的有栖良平因為妻子柚葉將要臨盆，在對方的要求下前去求取護身符並準備回家之際，因為看到招牌掉落前往救人，卻一同被捲入了意外之中……等他醒來之時，眼前卻是看似陌生卻又荒廢的都市……回想起少年時的經歷，驚覺自己再度進入了必須通過「遊戲」才能在此生存的世界，為了見到妻子與尚未出世的孩子，有栖無論如何都要通關所有的遊戲！

## 登場人物
本作品之登場人物名字幾乎都是以片假名書寫。名稱介紹為「中文名（日文名）／角色代號或在《愛麗絲夢遊仙境》及《愛麗絲鏡中奇遇》中的代表角色」。
擔當角色的聲優以「サンデーCM劇場」／OVA的順序排列。

### 主要人物
有栖良平／愛麗絲（聲：川原慶久／細谷佳正，演：山崎賢人）
擅長「遊戲」類型：「♥」(漫畫、影集)」
出生於富裕家庭，不過自小在母親過世之後，身為教育家的父親從沒給予自己一絲關愛，只懂得使用自己的權力試圖讓有栖達到自己的期望，而且總是將自己與成績優異的弟弟比較，在家中只能感到自卑及毫無地位可言。高中3年級。無論學習和體育都毫不起眼，自稱「敗類」的少年。心思細膩而且觀察力強，能夠代入理解他人的立場、想法甚至黑暗面。
與好友苅部及勢川想要逃離現實時突然去到今際之國，在遊戲「♣3」《神籤》，遇上紫吹並從對方口中得知彌留之國的情報。在遊戲「♠5」《捉迷藏》與苅部、宇佐木等人通關，在生死之間感到自己活著的價值及今際之國的美好。在遊戲「♥7」《躲貓貓》中只餘下自己一個存活下來，並得到獎品「羊羔肉」。其後遇上宇佐木被救，發誓要找出「遊戲」的主辦者報仇，然後和宇佐木二人一起離開今際之國。
在第二階段的遊戲「♣K」《計數》中先後面對久間及遭遇竜田的死後開始感到迷惑並決定不再參加「遊戲」，決心與宇佐木一起安穩的活在當下，可是在夢到宇佐木被「♠K」殺掉，及後與韮木及苣屋重遇，使得有栖重新下定決心，與宇佐木前去參加最後一場「遊戲」「♥Q」。最終遊戲CLEAR後，選擇放棄永久居住權而回到現實世界。在醫院與宇佐木重遇重新相識，並在兩年後準備考取臨床心理醫生的資格。
影集版中，被設定為輟學的無業人士，家中的「啃老族」。極度沉迷線上遊戲，並對於益智遊戲有著得心應手的技巧。
「RETRY」篇中，已是26歲的成年人，職業為臨床心理學家和學校咨詢師，和宇佐木成為夫妻。某天趕回去宇佐木所在的醫院途中被大型廣告板砸中而再度誤入今際之國，與同場的受害者進行遊戲「♥9」《侵略地球》，最後倖存並回到現實世界，在醫院接受急救後和宇佐木、剛出生的女兒團聚。
宇佐木柚葉／兔子（聲：無／壽美菜子，演：土屋太鳳）
擅長「遊戲」類型：「♠」(漫畫、影集)
本篇第5話登場。
高中生。因為父親是個攀山專家，所以從小已經有野外攀登經驗，擁有極佳的體能，以及製造武器和陷阱的經驗。小時候因為身邊的兩個朋友互相不喜歡對方，但是發現宇佐木繼續跟對方來往後，反而一起排擠她，從此感覺到自己被一個看不到臉的巨大怪物之手包圍著，自己不被別人所認同允許，只有父親一個認同自己。但是在父親以新的路線攀登珠穆朗瑪峰後，被新聞質疑造假，受到外界的各種打擊而拋下了宇佐木獨自「離開世界」。
在連唯一認同自己的人都消失在世上時宇佐木迷失到今際之國在遊戲「♠5」《捉迷藏》中遇上有栖等人通關。因遇上在會場外重遇上失去同伴的有栖，並在他身上找到了失去支柱的共鳴而救活對方。此後二人一起行動，並逐漸發展出感情，無論有栖做什麼也支持他的決定。與有栖前去參加最後一場「遊戲」「♥Q」，在所有遊戲CLEAR後，選擇放棄永久居住權而回到現實世界，在醫院與有栖重遇重新相識。
「RETRY篇」中，已是26歲的成年人，職業為體訓師和程式設計師。與有栖成為夫妻，改姓有栖，並懷有一個孩子。在「RETRY篇」最終話在醫院產下女兒，與回歸現實世界的有栖團聚。

### 本篇人物

#### 有栖的伙伴
苅部大吉（聲：高橋英則／鈴木達央，演：町田啟太）
酒吧老闆，有栖及張太的好友，與有栖曾經是小學同學，經常讓有栖及勢川二人進出自己經營的酒吧。擁有很強的體力，長大後與有栖及勢川相遇、救回被不良少年們毆打的有栖及勢川之後，重新開始交集。母親是妓女而生父則不明，所以只要有人瞧不起自己便會把對方揍個半死。
與有栖及勢川想要逃離現實時突然來到今際之國，在遊戲「♣3」《神籤》，遇上紫吹並從對方口中得知今際之國的情報。在遊戲「♠5」《捉迷藏》遇到苣屋並從對方處獲知有關「海濱」的線索。在遊戲「♥7」《躲貓貓》中，為了讓有栖活下而躲起來，最終被頸上的炸彈炸死GAME OVER，死前說出「海濱」的存在。
影集版中，被設定為酒吧員工，與老闆娘出軌而遭辭退。第三集的《躲貓貓》中，為了讓有栖活下而躲起來，最終被頸上的炸彈炸死GAME OVER。
勢川張太（聲：無／代永翼，演：森永悠希）
高中生，有栖的同學兼好友。頭腦不太好，忙著融入於團體當中。小時候看到父親的背影自覺自己長大後也會跟對方一樣並不會有出息。初認識時有栖對他的印象並不好，但後來因為幫向自家丟石頭的對方揹黑鍋，從而對他改觀並成為朋友。
與好友有栖及苅部想要逃離現實時突然去到今際之國，在遊戲「♣3」《神籤》，遇上紫吹並從對方口中得知今際之國的情報。與紫吹在同病相憐的情況下發生肉體關係。在遊戲「♥7」《躲貓貓》中，因為自知懦弱而四處逃跑躲藏，並告白自己跟紫吹發生關係，而且對自己背叛朋友到處躲藏的行為道歉，為了讓有栖活下而躲起來，最終被頸上的炸彈炸死GAME OVER。
影集版中，被設定為木訥的銀行職員。在第三集的遊戲《躲貓貓》中與紫吹一同躲藏直至時間歸零，在與紫吹相擁後被頸上的炸彈當場炸死GAME OVER，死前與紫吹正式表明心意。
紫吹小織（聲：無／坂本真綾，演：水崎綾女）
任职于人工智能企业的开发者，因不甘为了升职而被迫与上司发生关系而产生逃离现实的念头，比有栖等人更早到達今際之國。先遇上另外兩名有經驗的「玩家」，從對方那裡得知「今際之國」各種的情報。但是在參加「♥2」遊戲後只餘下自己生還，並了解到自己難以在「今際之國」生存下去。
在遊戲「♣3」《神籤》中遇上有栖他們並成為同伴，在與勢川獨處時自白自己的不安並跟對方發生關係。在遊戲「♥7」《躲貓貓》中，一開始與其他三人互相殘殺，之後三人決定放棄遊戲時，自己卻發現無法背負三人的命運繼續生存下去而決心躲起來，最終被頸上的炸彈炸死GAME OVER。
影集版中，在第三集的遊戲《躲貓貓》中被张太抓住躲藏，当听到张太和大吉愿意放弃生命，将通关机会留给有栖时，决定放弃挣扎，與张太相擁，直至時間歸零被頸上的炸彈當場炸死GAME OVER，死前與张太正式表明心意。

#### 「海濱」成員
彈間剛／瘋帽子（聲：無／若本規夫，演：金子統昭）
擅長「遊戲」類型：「♠」(漫畫)／「♥」(影集)
本篇第15話初登場。
「海濱」排名No.1的支配者。原本在是歌舞伎町有名的牛郎，後來繼承了先父的店、被商店街的人稱為「帽子屋（賣帽人）」。與粟國是是青梅竹馬的親友、只與對方共處時會稱呼對方為「阿杜」。與粟國二人到來今際之國後，創造出帶給滯留者們希望的桃源鄉「海濱」並聚集起他們。可是為了保持「海濱」的秩序、支撐起人們的內心及勇氣，而對成員們謊稱「只要集齊了全部撲克牌就能離開『今際之國』」，然而後來從絕望中開始把謊言當成是真實並漸漸走火入魔，最終假裝要對粟國處以死刑而逼使對方殺死自己，讓自己得以逃離絕望。
粟國杜園／阿耆尼（演：青柳翔）
擅長「遊戲」類型：「♠」(漫畫、影集)
本篇第17話初登場。
「海濱」No.2 → No.1。自衛官，武斗派的領袖。與賣帽人是親友、私下會稱呼對方為「剛」。從小已經與母親一起承受著父親的家暴，為了保護母親而扮演著挑釁的角色。在母親逃離了家中以後，十二歲時自己同樣離家出走，並發誓要向父親報復而努力鍛鍊肉體和意志。可是父親在他離開後半年因急性酒精中毒去世，於是他只能懷抱著迷失及憤怒活下去。
與賣帽人到來「今際之國」後、一起建造了「海濱」的存在，並且為了其穩定而扮成與賣帽人敵對的武斗派的領袖，把「海濱」內的暴力份子聚集並控制掌管他們，維持著「海濱」的秩序。後來因為認為賣帽人已走火入魔而向賣帽人勸說解散「海濱」，被賣帽人以反叛為由投槍相向而反殺了對方，發現賣帽人根本並無殺意而絕望地自暴自棄，並認為是「海濱」將賣帽人逼瘋，並藉兩天後在「海濱」開始的遊戲「♥10」《魔女狩獵》當中，想把「海濱」全員抹殺連同自己也一同毀掉。
在殺戮的最後被有栖揭穿了賣帽人被殺事件的真相，在「海濱」崩解後離開。此後為尋死而四處遊歷，在途中經過與「♠K」的對戰、以及跟堂道隼人和塀谷朱音的相遇，而重新體會到過去失卻了的家族的牽絆。在打倒「♠K」後，受到重傷的他發誓要活下去回到現實世界並與堂道和塀谷再次相見，而目送著簽證快要到期的堂道離開。在所有遊戲CLEAR後，選擇放棄永久居住權而回到現實世界，並陷於昏迷當中。
影集版中，第一季最後為阻止韮木繼續進行屠殺而抱著韮木衝向火海，生死未卜。第二季中被揭露在“海滨”的大火中存活，与塀谷朱音二人组队，不断寻求杀掉「♠K」。
九頭龍慧一（演：阿部力）
擅長「遊戲」類型：「♦」(漫畫、影集)
「海濱」No.3。國際律師，戴著眼鏡的男性。抱著「生命的價值是平等」的高尚理想、作為一個維護著被害者的律師而努力著，賣帽人派。
詳細另見國民。
韮木傑（演：櫻田通）
擅長「遊戲」類型：「♦」(漫畫、影集)
本篇第17話初登場。
「海濱」No.4 → 2。遊戲工程師。穿著舌環的粗魯男人，武斗派。在學生時代是很軟弱的人，總被不良學生欺霸，自覺是一個「被人所厭惡的人」在。到達「今際之國」之後對「遊戲」所產生出的恐怖心理中得到滿足感。
在遊戲♥10「魔女狩獵」中與苣屋戰鬥時，被對方用手製的火焰噴射器把上半身燒傷，從屋頂掉進泳池裡。最後阻止玩家們完成遊戲並打算射殺「海濱」的所有人。對「第二階段」開始後的第一天，與有栖他們一起把「計數」破關後分開。在重傷的時候重遇有栖及苣屋，把苣屋重打傷並要求他們一起進行大混戰，但其實是因為覺得他們是同類而想成為夥伴。在想要殺死宇佐木時被有栖打倒。在所有遊戲CLEAR後，選擇放棄永久居住權而回到現實世界，全身燒傷躺在病床上，與苣屋同住一間病房。
影集版中，第一季最後被粟國抱著衝向大火燃燒中的大堂，生死未卜。第二季中被揭露在“海滨”的大火中存活，并与有栖一行人参加了♣K游戏并通关，之后离队。在所有遊戲CLEAR後，選擇放棄永久居住權而回到現實世界。
真昼祐二
擅長「遊戲」類型：「♣」(漫畫)
本篇第18話初登場。
「海濱」No.5 → No.3。從大學生時代開始已經白手起家，兼任著IT風險投資企業公司的CEO。雖然憑著自己的聰明才智讓人生過得一帆風順，但是卻並沒有因此感到心滿意足。
從「海濱」組成時已是當中的幹部。在「海濱」崩潰的三天後，與有栖他們分別，並以「今際之國」的「外邊」作為目標踏上旅途，在登上山後卻發現外邊的世界空無一物。雖然已經抱住不再參加「遊戲」而死的準備，但在自然界之中看到生物的死亡而感受到生命的光輝，從而決定要不放棄努力活到最後一刻。回到城市後參加並CLEAR「♣Q」。
在所有遊戲CLEAR後，選擇放棄永久居住權而回到現實世界，在醫院飯堂重遇安，並討論有關於靈魂與肉體分離的臨死體驗的理論。
安梨鶴奈（演：三吉彩花）
擅長「遊戲」類型：「♦」(漫畫、影集)
本篇第15話初登場。
「海濱」No.6 → No.4。警視廳鑑定科的指紋鑒定官。頭腦冷靜的女性，戴著太陽眼鏡，擅於以邏輯和科學的力量去完成「遊戲」，賣帽人派。
在「海濱」崩潰後與有栖一起行動。在「第二階段」開始後，遭到「♠K」的襲擊，與有栖他們分散逃走。跟三位前「海濱」的同伴參加並CLEAR了♦Q。
在所有遊戲CLEAR後，選擇放棄永久居住權而回到現實世界，在醫院飯堂重遇真昼，並討論有關於靈魂與肉體分離的臨死體驗的理論。
加納未來（演：仲里依紗）
擅長「遊戲」類型：「♥」(漫畫、影集)
「海濱」No.7。腦科學家精神科醫生。留著一頭黑色長髮的女性，賣帽人派。
詳細另見國民。
佐村隆寅（演：柳俊太郎）
擅長「遊戲」類型：「♠」(漫畫、影集)
本篇第17話初登場。
「海濱」No.8 → No.6。無職。沉默寡言、整張臉跟左臂都紋上刺青的光頭男人。屬於粟國一派。因為外表看上來像最終頭目一樣而被人稱為「Last Boss」。在現實世界裡因為感到世界過於安穩而無法感受到生存的意義，直至來到「今際之國」開始品嘗到了依靠自己的力量得來的「生存」的自由，因而為了定居下來而找人幫自己整張臉都紋上刺青。
「魔女狩獵」中打算燒死「海濱」的所有人而把酒店放火，最後與水鶏戰鬥，受到她的挑釁格鬥策略而敗北。最後在「遊戲」終結時看著焚燒著的「海濱」，抱著無上自由的喜悅死去。
苣屋駿太郎／柴郡貓（聲：無／櫻井孝宏，演：村上虹郎）
擅長「遊戲」類型：「♦」(漫畫)／「♥」(影集)
本篇第5話初登場。
「海濱」No.11 → No.9。醫大生。頭腦冷靜、冷酷無情的青年，選擇成醫是因為想要感覺自己對生命有否關心。無論是對於別人還是自己的生命也毫不在意，對利用別人沒有罪惡感，但是為了活下去會冷靜的分析並進行賭注。到達今際之國第一晚參加的遊戲是♦6「21點」，並得到獎品「一發子彈的手槍」。
在遊戲♠5「捉迷藏」時已經跟有栖相遇，認為大家是意外地闖入了童話的世界（愛麗斯夢遊仙境）裡，並把去「海濱」的提示給予苅部。
在「海濱」時為了偷取撲克牌而利用背叛了有栖，但在遊戲♥10「魔女狩獵」開始後，對於身在狂熱環境下依然保有自我意識的有栖感到興趣。「海濱」崩潰後單獨行動。在「第二階段」當中參加了♦J「麻雀」及♦K「美人投票」的遊戲。跟九頭龍對戰後開始感到迷茫，跟有栖重遇時，因為保護宇佐木而被韮木所傷。
在所有遊戲CLEAR後，選擇放棄永久居住權而回到現實世界，與韮木同在一間病房。
影集版则更改为「第二階段」當中參加了♥J「单人牢房」及♦K「天平」
水鶏光／智蟲（演：朝比奈彩／板垣李光人〈過往〉）
擅長「遊戲」類型：「♣」→(跆拳道技能解鎖後)「♠」(漫畫、影集)
本篇第16話初登場。
「海濱」No.13 → No.11。服裝店員。性別認同為跨性別女。特點是雷鬼頭及說話帶關西腔。
在「海濱」時與苣屋因為利害一致而跟他成為朋友。在現實世界裡因為自己是武館唯一的繼承人，所以父親對其極之嚴厲，不過因為自己對於性別的問題而使得父母之間的關係不和睦，最終離家出走。後來雙親離婚後，母親因病入院，為了回報對方而決定回來照顧她，所以闖進「今際之國」後，積極地想要回到現實世界去。
雖然一開始對「海濱」的成員掩飾這個秘密，不過在遊戲♥10「魔女狩獵」的過程中，與Last Boss對戰時重疊起自己的過去，因此堅定起意志放下過去的包袱。「海濱」崩潰後與有栖在一起行動，也表明了自己擁有男人的身份。在遊戲♣K「計數」完結後，與開始討厭「遊戲」的有栖分別獨自上路。之後參加並CLEAR了♠J。
在所有遊戲CLEAR後，選擇放棄永久居住權而回到現實世界。
九条朝陽／雙胞胎（演：吉田美月喜）
擅長「遊戲」類型：「♣」
本篇第18話初登場。
「海濱」No.35。高中生。真正身份為「發牌人」之一、為了遊戲♥10「魔女狩獵」的準備而與井上潜入「海濱」。因為「魔女狩獵」見證人們的互相殘殺，感到井上枉死而暗自發誓要把「海濱」的人都消滅。但是看到有栖的苦惱而感到看見希望。「魔女狩獵」中為終止遊戲而在眾人的吵雜聲之下說出了自己的真正身份，最終被雷射殺死。
井上萌萌花／雙胞胎（演：矢崎希菜）
擅長「遊戲」類型：「♣」
本篇第18話初登場。
「海濱」No.37。高中生。九条朝陽的朋友。真正身份為「發牌人」之一、為了遊戲♥10「魔女狩獵」的準備而與九条潜入「海濱」。因為厭倦了漠視「玩家」的死亡得到生存的機會、質疑著作為人的意義，自願當上「魔女」自殺，希望「海濱」的人能夠不如「發牌人」所預期暴動，而是能冷靜地討論發現自己是魔女一事。
龍田康大（演：渡邊佑太朗）
擅長「遊戲」類型：「♣」
「海濱」No.43。飛特族，是個有點隨便平凡的男生，總是戴著帽子。汽車修理工的兒子。在「海濱」崩解後與有栖一同行動。因為父親辛苦工作卻只留下了債務過世，所以不相信默默耕耘會有回報，希望能成為大人物去養活母親。但是自己總被潮流及花言巧語所迷惑，曾經上過搞笑藝人訓練班及能力關發研討會，以及當過活動發起人，卻總是失敗甚至要向母親借錢，被朋友責罵他其實只是不願意腳踏實地地做人，也開始感到自己其實是個無用的人。到達「今際之國」後因為被有栖感激認同而體會到自己的價值。
「計數」裡為了幫有栖贏得遊戲而把自己的手臂夾斷失血過多而死，死後被韮木認可並感謝他救了自己一命。

#### 「今際之國」滯留者
堂道隼人／渡渡鳥
特別篇♥4「問卷調查」初登場。
本篇第54話登場。
初中3年生。家中有一個正在治療賭博成癮的母親。暗戀著同班同學椎名琴音，他的朋友二宮為了撮合他跟椎名而向女方搭話，最後反而跟對方交往。受到家庭問題、失戀，以及朋友的疏離的衝擊，在感到自暴自棄想要逃離現實時迷失到今際之國。
在到達今際之國第一日參加♥4「問卷調查」時認識了有栖。
第二階段中遇上稚羅日「♠K」的狙擊但成功逃脫，因而遇上了粟國與塀谷，從而建立起家族的牽絆，並燃起了與稚羅日對戰的決心。在打倒稚羅日後，打算把最後的「遊戲」CLEAR讓大家回去原來的世界，而前往♥Q的會場。
在所有遊戲CLEAR後，選擇放棄永久居住權而回到現實世界，在粟國的病房外與塀谷重遇。
擅長「遊戲」類型：「♥」。
塀谷朱音／三月兔（演：恒松祐里）
特別篇♠7「湯鑊」初登場。
本篇第54話登場。
對任何事情都莫不關心、直覺很敏銳的女高中生。在小時候目擊過母親把外遇對象帶回家纏綿的景象，因此抱有自己的父母是混蛋自己也是混蛋，所以不能獲得幸福的想法。在母親意外過世後並不感到悲傷，同時也對自己的人生感到毫無所謂，但其實心底裡渴望著戀愛及結婚的人生。
在遊戲♠7「湯鑊」中，因去了廁所而逃過死劫，但左側腹跟左腳還是因此而嚴重受傷。雖然在嚴峻的環境下一度想過放棄，但因為看到母親的幻覺，道出了已經放下了把自己一切的過錯怪罪到她身上的包袱，在對方的指引下找到出口。事後遇到外科醫生為她的左腳截肢並安裝上刀片義肢。
第二階段中為了躲避稚羅日而在森林野營，從而遇上中了圈套的粟國與堂道並一同作戰。最開始是以自己的生存為優先而協助他們，但是後來三人建立起家族般的牽絆而幫助他們。為了能夠回到原來的世界，於是與堂道一同前往最後的「遊戲」會場♥Q。
在所有遊戲CLEAR後，選擇放棄永久居住權而回到現實世界，在粟國的病房外與堂道重遇。
擅長「遊戲」類型：「♠」
不知名女孩
特別篇♣4「RUN AWAY」初登場。本篇第42話登場。
在「RUN AWAY」遊戲中為了照顧被隧道關閉時濺射的碎片割傷小腿的九頭龍，而自願與其待在公車上等死，卻因此意外CLEAR了「RUN AWAY」而倖存。第二階段的第三天為了幫助一名簽證快將過期的孩子而組隊CLEAR了♠Q的花牌遊戲。在所有遊戲CLEAR後，選擇放棄永久居住權而回到現實世界。
龜山海斗／假海龜
本篇第50話登場。
目標是當報道攝影記者的男性。總是拿著手提攝影機，抱著完成使命的想法在今際之國到處遊走，除了以報道的視角每天在今際之國的生活拍攝下來，也訪問滯留的「玩家」的心態，以此追查這個國度的真相及真實。在「第二階段」時途中遇上真昼，並發現「發牌者」的基地。在基地裡遇到了一名知道不少情報的「玩家」並跟其到達他們的營地，當正要從一名女性「玩家」口中得知今際之國的真相時，稚羅日出現並將對方及他射殺，在臨死前自白其實拍下片段不是為了追尋真相，而是為了證明自己曾經存在過而拍攝。其手提攝影機之後被有栖拾獲。
山根魁翔／睡鼠
前暴力團成員。跟一個自稱毫無男人運的女人交往，因為她而決定金盆洗手時卻闖進了今際之國參加♣4的遊戲「RUN AWAY」，為了女友而決定要逃離回原來的世界。但是在參加遊戲時，因為對於逃脫的方法理解錯誤而GAME OVER。
八田貫幸／海他
業餘拳擊手。在今際之國滯留的第十二天挑戰♠7「湯鑊」，結果被從會場中心空洞噴出來的高熱温泉燙死GAME OVER。

#### 「♥J」玩家
松下苑治（演：井之脇海）
「♥J」參加者。額髮蓋過右眼的男性，自信心極為脆弱。
詳細另見國民。
矢場旺希（演：每熊克哉）
「♥J」參加者。風險投資執行社長。學生時代擔任長達四年的美式足球部擔任四分衛，無論在各方面也是站立於眾人之頂的人。
詳細另見國民。
盤田素那斗（演：磯村勇斗）
「♥J」參加者。在到達「今際之國」前是一個收監在監獄的死囚，因為殺害四名女性而被判決死刑。精通心理學，無法對他人抱有同理心，只會以邏輯性分析別人。
詳細另見國民。
志賀琴子（さとうほなみ，演：佐藤穗奈美）
「♥J」參加者。穿著黑衣黑長髮的女性。做人總是沒主見隨波逐流，無法拒絕別人強逼她做的事。在「遊戲」一開始便被矢場逼著發生肉體關係並組成團隊。不論是精神或是肉體上皆依賴著他，甚至稱呼他為「矢場大人」。
在跟矢場建立關係時，被♥J催眠指示把錯誤的花色告知對方，並被對方告知錯誤花色而GAME OVER。
相全雅喜（あいぜん まさき）
「♥J」參加者。高級汽車銷售員，雖然總是笑臉迎人，而且擅於籠絡誘導他人，但其實心底裡瞧不起及不相信他人。
原本打算在「遊戲」裡周旋於各人間得知自己的花色，但後來因為GAME OVER的人漸漸增多，沒有跟其他人建立信賴關係的他遭到孤立，在詢問刈谷答案時，被答知錯誤的花色而死。
桐生元氣（きりう げんき）
「♥J」參加者。性格暴戾的職業摔跤手，臉上有著粗疤，崇尚著暴力支配主義。毎一回合都會虐打瀬戸以得知自己項圈上的花色。
（漫画）：不堪受辱的瀬戸用刀刺中其背部，而在狂怒之下把對方暴打致死，而自己則因為觸犯了禁止事項而使項圈爆炸GAME OVER。
（影集）：第二回合开头之时当众虐待濑户，而被盤田素那斗趁虚而入，唆使濑户向其提供了错误的花色之后，因回答错误而GAME OVER。
瀬戸秋文（せと あきふみ）
「♥J」參加者。性格懦弱的青年。在現實世界中總被人當成是提款機敲詐。
（漫画）：在「遊戲」中被桐生以暴力要脅、除了太木外其實人都因為害怕桐生而不對他伸出援手，在盤田的誘導下決定反擊用刀刺向桐生的背，結果被對方暴毆致死。
（影集）：第二回合因不堪受辱而听从了盤田素那斗的建议，欺骗桐生元气致其死亡。而赤卷润美一边放任濑户的欺骗，一边又将其视为潜在威胁，并煽动自己的团队成员对其撒谎，最终在第三回合因听信润美的团队提供的错误答案而GAME OVER。
太木一瓶（おおき いっぺい）
「♥J」參加者。頂著爆炸頭的青年，擁有強烈的正義感。
在「遊戲」初期因為間接害死瀬戸，以及因為赤卷的扭曲而欺騙不少同伴致他們死亡，而飽受壓力一度無法相信他人，不過在御劔的誘導之下跟他再度組成團體，決定以不互相欺騙的情況下用監獄內的資源持續生活到物資用盡為上。但是因為御劔及刈谷的死亡而崩潰，拒絕回答問題而GAME OVER。
赤卷潤美（あかまき うるみ）
「♥J」參加者。穿著帶熊耳帽外套的少女。起初領導著團體互相幫忙，但後來開始因為覺得金子可疑，而指使除了正義感強烈的太木以外的人告訴金子錯誤的的花色。後來漸漸地被這種支配的快感沖昏了頭腦，開始煽動成員把團隊內可疑的人逐個殺掉。最後因此被木松院翔逼使其他成員告知她錯誤的花色而GAME OVER。
木松院翔（きしょういん かける）
「♥J」參加者。下顎留著鬍子的男人。一開始加入了赤卷的團隊時，差點被金子告訴錯誤的花色，於是在赤卷的唆使下贊成排除金子，隨後因為精神漸漸變得不穩定，被其他人視為危險的存在，於是被告知錯的花色而GAME OVER。
御劔榮司（みつるぎ えいじ）
「♥J」參加者。左眼下有傷疤、容貌端正的詐欺師。在「遊戲」一開始跟刈谷合作，起先自稱為銀行職員，直到後來讓太木及六道加入時，才坦白自己的真正身份，因為以前的欺詐行為使得別人攜家帶眷自殺，於是對欺騙他人感到後悔。不論是觀察力或是洞察力皆十分優秀、能夠冷靜地分析全盤的局面。
在赤卷的隊伍崩解後，讓太木及六道加入，打算以監獄內的備蓄食糧和平地渡過餘下的日子。但因為被矢場將他跟刈谷關在同一間牢房，觸犯禁止事項而GAME OVER。臨死前說出了♥J的真正身份。
刈谷國雄（かりや くにお）
「♥J」參加者。說話女性化的光頭男。酒吧老闆。一開始跟御劔合作為為夥伴關係，直到赤卷的隊伍崩解後，讓太木及六道加入隊伍，打算以監獄內的備蓄食糧和平地渡過餘下的日子。但因為打算解救被矢場困在牢房的御劔，反而被矢場把自己跟御劔一同關進牢房裡，因為觸犯了禁止規定而GAME OVER。
六道喝齋（ろくどう　かっさい）
「♥J」參加者。穿著袈裟留著鬍子的男性。教祖。自稱能聽到神明之聲並看清前路，初期試圖聚集教徒，但人們很快便因他可疑的言行，以及瀨戶和桐生的死而開始疑神疑鬼，不再相信他的話而死掉，因而也不再假裝教祖而乞求加入赤卷的團隊。
在赤卷的團隊崩解後，加入了御劔的團體，打算以監獄內的物資活到最後，但因為御劔及刈谷的死亡，太木陷入了絕望拒絕回答，沒有人告知他的花色而GAME OVER。
箕面瞭知（みのお　あきとも）
「♥J」參加者。戴著頸巾的短髮男生，一開始在眾人提議組隊時，已經提出質疑而導致一部份人疑心生暗鬼不願意共同合作，是個疑心強的人。
在瀨戶與桐生死亡後，抱著「既然人們已經開始互相殘殺，那就乘著能下手時先清除可疑的人」，而把錯誤的花紋告知給前來詢問的參加者，但同時也被抱有疑懼的對方告訴錯誤的花色GAME OVER。
日比野瑠衣（ひびの るい）
「♥J」參加者。穿著水手服的女生。「遊戲」剛開始時時加入了團隊，跟成員們共同告訴假的花色給金子後，成為下一個目標被告知錯的花色而GAME OVER。
徳井芽衣沙（とくい　めいさ）
「♥J」參加者。社長千金。一開始試著以金錢收買別人。之後加入了赤卷的團隊，剛開始時因為看到團隊先後合力把錯誤的花色告知給金子及日比野，在無法相信他人的情況下，以為別人把錯誤的花色告訴自己，最後說出了錯的花色下GAME OVER。
金子元彦（かねこ　もとひこ）
「♥J」參加者。上班族男子，在「遊戲」一開始時已加入赤卷的團隊，不過因為一開始差點把錯誤的花色告知了木松院，而被眾人開始質疑，後來被以赤卷為首的成員們告知錯誤的花色而GAME OVER。

#### 「♦K」玩家
飛鳥馬尚（演：兼松若人）
「♦K」參加者。證券業務員。精通經濟學。但是因為在「遊戲」裡連番猜錯數值，於是被天秤上的王水倒下GAME OVER。
擅長「遊戲」類型：「♦」
彌重勉三（演：橋本じゅん）
「♦K」參加者。年老數學者。對於數學計算手到拿來，自稱只要以自己的頭腦便能把「遊戲」CLEAR。但因為太過相信自己的计算公式，而被大門妃納子和苣屋骏太郎多次打破游戏逻辑，导致游戏得数偏离自己的数学计算，在連番猜錯數值下，被天秤上的王水倒下GAME OVER。
擅長「遊戲」類型：「♦」。
大門妃納子（演：佐津川愛美）
「♦K」參加者。從事高利貸、依靠直覺的女性。在飛鳥馬跟彌重GAME OVER，「遊戲」追加規則後，被苣屋看穿她的逻辑而輸掉，最後被天秤上的王水倒下而GAME OVER。
擅長「遊戲」類型：「♦」。

### 「RETRY」篇人物
堀川向葵里
幼稚園老師，與包括有栖以內的5位受害者被大型廣告板砸中而誤入今際之國，與同場的受害者進行遊戲「♥9」《侵略地球》。
倖存，回到現實世界。
鬼頭正嗣
急救醫生，與包括有栖以內的5位受害者被大型廣告板砸中而誤入今際之國，與同場的受害者進行遊戲「♥9」《侵略地球》。
倖存，回到現實世界。
堀川讓
保險公司董事，向葵里的父親。與包括有栖以內的5位受害者被大型廣告板砸中而誤入今際之國，與同場的受害者進行遊戲「♥9」《侵略地球》。
「遊戲」中被大河刺傷，因自己快將死去而希望全部人把DEATH卡給予自己不再互相廝殺。自願被外星人肢解GAME OVER。
尾上七瀨
急救護士。與包括有栖以內的5位受害者被大型廣告板砸中而誤入今際之國，與同場的受害者進行遊戲「♥9」《侵略地球》。
「遊戲」中被鬼頭拒絕給予LIFE卡而無法進入避難所。被外星人肢解GAME OVER。
大河直倫
無業。與包括有栖以內的5位受害者被大型廣告板砸中而誤入今際之國，與同場的受害者進行遊戲「♥9」《侵略地球》。
在到達「今際之國」前是一個毫無同理心的殺人犯。在殺害了一名無意看見他的路人後逃走時碰到了有栖等人而剛好被大型廣告板砸中。
「遊戲」中被鬼頭及尾上「甄選生命」的行為惹怒，並誤傷了讓。因觸犯了禁止事項而被雷射切掉了右手，最終因沒有人想把「LIFE」給他而無法進入避難所。被外星人肢解GAME OVER。

### 「今際之國」國民
一般被認為是主辦了一連串的「遊戲」的人們，其實全都是上一輪「遊戲」之中倖存到最後的滯留者，在CLEAR所有「遊戲」後選擇成為「今際之國」的國民。
JOKER
於所有「遊戲」被CLEAR後現身，支配著「今際之國」所有人的命運的唯一存在，看不到面貌的人。出現在有栖面前，問在他眼中自己是神還是惡魔，而得到了「中間管理職」一答案後，把所有決定放棄「今際之國」的永久居留權的人送回原本的世界。

#### 人頭牌
加納未來／紅心皇后（演：仲里依紗）
擅長「遊戲」類型：
(漫畫、影集)：♥
本篇第18話登場。
「♥Q」。腦科學家精神科醫生。留著一頭黑色長髮的女性。人頭牌以外的「遊戲」全被CLEAR時從大螢幕放送中出現的四個剪影的其中一人。
在有栖剛到達今際之國時，與九頭龍一起扮演著「玩家」潛入「海濱/海灘」當中，並成為當中的No. 7。擅於通過藥物去催眠及引起他人的幻覺。
在進行最後一個遊戲♥Q 「槌球遊戲」時，被有栖多番追問有關今際之國的真相，在誘導之下反把對方引進幻覺之中，讓他以為今際之國的一切只是自己害死朋友後於自我保護機制下產生的幻覺，但其實是想以精神科醫生的立場拯救對方。認為能夠在「今際之國」存活下來的人都是病人，覺得人生是遊戲，所以選擇了活在享受當下。最終有栖從幻覺中掙扎出來，於是二人繼續♥Q「槌球遊戲」直到最後。在「槌球遊戲」CLEAR後為能幫助有栖而感到滿足。
(漫畫)：「槌球遊戲」遭到CLEAR，坦然接受雷射GAME OVER。
(影集)：「魔女狩獵」進行期間與九頭龍躲起來，在人頭牌以外的「遊戲」全被CLEAR時從大螢幕承認國民身份。
九頭龍慧一／九頭蛇（演：阿部力）
擅長「遊戲」類型：
(漫畫、影集)：♦
本篇第15話登場。
「♦K」。國際律師，戴著眼鏡的男性。在人頭牌以外的「遊戲」全被CLEAR時從大螢幕放送中出現的四個剪影的其中一人。在有栖剛到達今際之國時，扮演著「玩家」潛入「海濱/海灘」當中，並成為當中排名No. 3的參謀。
曾經抱著「生命的價值是平等」的高尚理想、作為一個維護著被害者的律師而努力著。但是在加入成為一家美國大企業的顧問律師後，於大公司與受害的訴訟者之間，感到貧富差距所帶來的不公平，從而被自身的無力感與罪惡感所苛責。在此以後，與肯定這個差異與剥削系统的富人們交往時，開始不明白生命的價值何在時，迷失到今際之國當中。
成為今際之國的國民後遇上彈間，以「玩家」的身份與他一同建設「海濱」，之後也以監視官的身份扮演負傷的「玩家」參加遊戲♣4「RUN AWAY」。於♦K「美人選舉」當中，被苣屋問及為何會當上♦K及舉辦「遊戲」的理由，被說穿他無法自己決定生命的價值，所以成為國民永遠地參加「遊戲」，以「規則」作為這個世界唯一的法律及秩序。
(漫畫)：「美人選舉」中與苣屋平分，最后同时按下0和1，将命运交给电脑。最后被天秤上的王水倒下GAME OVER。
(影集)：「魔女狩獵」進行期間與加納躲起來，下落不明。第二季时被揭露为国民「♦K」并主持♦K游戏「美人選舉」，最后关头決定為了堅持自己的理想，明知苣屋骏太郎选择了100后依然单选了0，最终帶著滿足的笑容被天秤上的硫酸倒下GAME OVER。
Risa（演：山本千尋）
擅長「遊戲」類型：
(影集)：♠
影集原創，第5、6集登場。
「♠Q」。身穿運動服裝綁馬尾的女性，擅長武術及跑酷，有栖良平是他的菜。
(漫畫)：無。
(影集(第二季))：在遊戲♠Q「將軍」中率領三名國民和有栖、宇佐木等人的隊伍對抗，有栖取得勝利後躍下關卡平台，在半空中被激光击毙GAME OVER。
久間欣治／路易斯（演：山下智久）
擅長「遊戲」類型：
(漫畫、影集)：♣
本篇第31話登場。在人頭牌以外的「遊戲」全被CLEAR時從大螢幕放送中出現的四個剪影的其中一人。
「♣K」。帶有朝氣的坦蕩裸體藝術家，抱著「即使今天會死去也不給自己留下一絲遺憾，把事情做到最好」的心態做所有事情，通過「遊戲」來體驗自己活在當下。
遊戲♣4「RUN AWAY」的策劃人。
在遊戲♣K「計數」過程中，以其超然灑脫的性格影響到有栖，甚至讓對方對自己萌生出興趣與敬仰。在游戏时间所剩不多之时，被有栖以龙田的犧牲為契機反將一軍而輸掉。有栖發現他曾經是「玩家」的身份之后对未来自身的结局产生了怀疑，但久間并没有因为赛果而仇视有栖，反過來承认两人已是朋友，并安慰有栖只需找到自己的出路便行。惺惺相惜之后，久間站在码头上迎接死亡，最终被雷射射死落入海中。
在有栖到達今際之國的五個月前，與樂團的成員一起以「玩家」的身份到達，並認識了九頭龍、加納及稚羅日他們。
稚羅日勲／阿修羅（演：谷田步）
擅長「遊戲」類型：
(漫畫、影集)：♠
本篇第31話登場。在人頭牌以外的「遊戲」全被CLEAR時從大螢幕放送中出現的四個剪影的其中一人。
「♠K」。年老的退役傭兵。認為只有在戰場上才能感到活著的價值。從熟悉的同業者阿柏契那裡接下了一份外國的工作，卻目睹對方中槍重傷，並要求稚羅日把他殺掉得以解脫。從此認為生存是一份痛苦的事，而死亡則是一種救濟。所以在「遊戲」中狙擊「玩家」視為把他們從痛苦中解放。
(漫畫)：最後被以為堂道被殺的粟國奮起突擊，把他的頭骨折斷，臨死前向著死去的戰友阿柏契道歉，在重疊著粟國與阿柏契的身影之下，聽著對方的原諒而GAME OVER。
(影集(第二季))：在众玩家皆受到重伤的情况下，被唯二还能行动的有栖和粟國引入预先释放了易燃气体的药店，利用苣屋骏太郎提供的小型燃烧弹引爆而被炸成重伤。臨死前向著死去的戰友道歉，并把配枪交给粟國，让他结束自己而GAME OVER。
駒山阿門／亞蒙（演：土井善雄）
擅長「遊戲」類型：
(漫畫、影集)：♦
「♦J」。黑幫代理。臉上有刀疤及穿著織有家徽的和服的男人，說話帶關西腔。被苣屋稱為「安全思考的合理主義者」。
「麻雀」中敗於苣屋而GAME OVER。
松下苑治／傑克（演：井之脇海）
擅長「遊戲」類型：
(漫畫、影集)：♥
本篇第44話登場。
「♥J」。額髮蓋過右眼的男性催眠治療師。其右眼實際為能看到項圈上花色的義眼。在♥J「遊戲」當中扮演成掩飾自己自信心脆弱的人成為盤田的同伴。視於近距離觀看他人自相殘殺的畫面為樂趣，因此一直無法自拔地參加「遊戲」，藉此感受到成就感及優越感之快感，為了享受這種感覺而成為今際之國的國民。
在「單人牢房」的最初已經定好了各人的角色，並打算以反移情來讓盤田自以為在支配他。而且於「遊戲」初期，在志賀與矢場的關係還沒穩固時催眠對方，教唆她到遊戲最後把錯誤的花色告訴矢場。以為把所有「玩家」都除掉時，反被矢場及盤田揭穿其真實身份，並以嚴刑逼使他說出有關今際之國的情報，最後受不了酷刑而故意說出錯的花色而GAME OVER。

#### 其他國民
設樂颯胡（演：志磨遼平）
擅長「遊戲」類型：
(漫畫、影集)：♦
遊戲♣K「計數」的创作者，久間的同伴，留著小山羊鬍子及鮑伯頭的男人。在遊戲裡與久間一同想出作戰方案。與久間在原本的世界是同一樂團的成員。在與同伴們進攻到有栖的陣地時，被竜田觸碰到而負分GAME OVER。
如月詩（演：浦浜アリサ）
擅長「遊戲」類型：
(漫畫、影集)：♣
遊戲♣K「計數」裡久間的同伴。化著煙燻眼裝，性格有點冷酷的女性。在「遊戲」中輸掉而與同伴們一同GAME OVER。
牧琢巳（演：栄信）
擅長「遊戲」類型：
(漫畫、影集)：♠
遊戲♣K「計數」裡久間的同伴。沉默寡言的健碩光頭男。與久間在原本的世界是同一樂團的成員。擅於格鬥技，與水鶏的實力不相上下。在「遊戲」中輸掉而與同伴們一同GAME OVER。
神崎豪謙（演：奧野瑛太）
擅長「遊戲」類型：
(漫畫、影集)：♠
遊戲♣K「計數」裡久間的同伴。留著一臉鬍子，說話豪邁的男人。跑酷選手，跟宇佐木在互相較勁的過程中認同了對方。在「遊戲」輸掉後與同伴們一同GAME OVER。

#### 新任國民
矢場旺希／傑伯沃基（演：毎熊克哉）
擅長「遊戲」類型：
(漫畫、影集)：♥
本篇第44話登場。
風險投資執行社長。學生時代擔任長達四年的美式足球部擔任四分衛，無論在各方面也是站立於眾人之頂的人。
第二階段時參與♥J「單人牢房」。在遊戲♥J開始前便與志賀發生關係，以此來與她建成了堅固的支配與服從的關係。在赤卷團隊組成時已經預見他們的崩解，在御劔他們組成四人團隊時，把他及刈谷共同關在同一牢房而使二人觸犯禁止事頂而死。
雖然自稱跟盤田合不來，但是因為二人共同擁有「想要成為今際之國的國民」的理念而合作。比起合作夥伴的完全冷酷無情，矢場似乎還保留一點人性，即使知道志賀在陷害自己，矢場亦希望她可以在遊戲當中生還告訴她正確的花色。
在所有遊戲CLEAR後，選擇取得永久居住權繼續留在「今際之國」，成為新任國民。
盤田素那斗／潘達斯奈基（演：磯村勇斗）
擅長「遊戲」類型：
(漫畫、影集)：♥
本篇第44話登場。
詭異的男子，在到達「今際之國」前是一個收監在監獄的死囚，因為殺害四名女性而被判決死刑。精通心理學，無法對他人抱有同理心，只會以邏輯性分析別人。
第二階段時參與♥J「單人牢房」。為了讓遊戲♥J的走向變成自己感興趣的方向，而唆使瀨戶殺死桐生藉此把「遊戲」內的平衡打破。
因為覺得「今際之國」是個美麗的世界而想要成為國民，所以與矢場合作把遊戲「♥J」CLEAR。
在所有遊戲CLEAR後，選擇取得永久居住權繼續留在「今際之國」，成為新任國民。

## 「今際之國」
「今際之國」是一個接近有栖他們所知的世界的地方，舞台限定在東京的23個區，除了滯留者外並無他人的荒蕪之地。當離開了23區以外的地方只能見到一片荒野，即使想要駕車也無法到達其他縣或是縣邊境。東京外側的其他城市並不存在，只有群山包圍。在「今際之國」想要生存下去只能全力「遊戲」。

「今際之國」完美复制了東京都的任何细节，大到整个城区的建设规划，小到一张报纸的内容，可以视为是东京的平行世界，玩家可以在整个城区中任意搜刮生存物资。但在「今際之國」中，大部分日常中带有芯片的设备均无法正常使用，只有某些特定的设备例如显示屏、参赛者手机、发牌者手机、♥7的头戴耳机护目镜、♣K的计分手环等游戏中指定使用的设备，以及发牌者基地内的电脑和服务器可以正常使用。另外，城区所有地方，除了游戏会场和发牌者基地以外，均没有电网电力供应（「海濱」则是长期借助柴油发电机维持电力）。

「今際之國」的时间流逝速度与正常世界有所不同。本轮「遊戲」启动后的时间越长，以及越远离城区，时间流逝就越快。但这种时间流逝只会反映在环境上，例如城市以肉眼可见的速度衰败和荒废，植物以异常迅速的生长趋势蔓延，死者的遗体迅速白骨化，而存活的玩家不会感到生理上的衰老

「今際之國」是在東京遭到了隕石撞擊的遇難者們的靈魂所到之地，如果在「今際之國」死去的話在現實世界之中也會死去。遇难者们作为「玩家」生存在「今際之國」里不断挑战以性命为代价的「遊戲」。而在Clear所有「遊戲」，击败所有守关的「国民」後，選擇留下的人會得到永久居留權並作为新任「国民」參與下一輪「遊戲」，選擇放棄永久居留權的話便會帶著在「今際之國」所留下的傷勢回到現實之中，同时，所有在「今際之國」的記憶都会被封存，只有某些感情和直觉得以保留。

### 滯留者與「簽證」
- 到達「今際之國」的所有人，都被篡改过记忆，因此不知道陨石灾难以及过渡到弥留之国的经历，只记得曾經看到過烟火，但部分玩家能在某些因素的刺激下回想起真实记忆。
- 到達「今際之國」的所有人，都出于各种原因和经历，而抱有一种“对现实社会世态十分不满”的心理状况。
- 到達「今際之國」的滯留者為了生存必須要得到「簽證」（入國許可申請証明）。
- 若然「簽證」過期的話在每晚十二時會被雷射從上空照射死亡。
- 滯留者若要取得「簽證」必須要參加遊戲。
- 已知的滞留者皆是心智与身体健全之人，未曾出现残疾人与孕妇。

「玩家」與「發牌者」
- 到訪「今際之國」的滯留者分為「玩家」與「發牌者」。
- 「玩家」即是「遊戲」的參加者，以「遊戲」CLEAR為目標；而「發牌者」則是「遊戲」的營運者，以把「玩家」全數殺害為目標。
- 當「玩家」把除了「人頭牌」以外所有的卡牌「遊戲」CLEAR、代表著「發牌者」全員死亡。相對如果能把「玩家」全滅、則是「發牌者」的勝利。
- 「發牌者」身份必须保密。主动向任何「玩家」透露身份，或者遭受猜疑而令任何「玩家」过于接近真相，都會當場被雷射殺死。只有“國民”有权知道“发牌者”的身份。

“國民”
- 原本身份是上一輪移民周期内把所有遊戲CLEAR且倖存到最後，並自願得到永久居留權的「玩家」。
- 設計「遊戲」的內容及難度的主辦方及監視官。
- 不需要再為取得簽證而參與任何「遊戲」，但可假扮成「玩家」與其他滯留者交流及參與「遊戲」。
- 當「第二階段」開始時，必須親身與「玩家」進行「遊戲」。
- 当“玩家”把所有人头牌的“游戏”CLEAR，代表着上任“国民”全员死亡。此时仍存活的玩家可以得到选择，如果接受了永居权，则会成为新任“国民”。
- 当“玩家”选择成为“国民”之后，就会在现实世界死去，灵魂则留在弥留之国与下一轮到达的“玩家”进行“游戏”，直至被GAME OVER。
- “國民”必须保守关于“弥留之国”的真相与秘密。

#### 「海濱」
位於多摩川旁的酒店「休閒娛樂旅館多摩太平洋海濱」，由賣帽人彈間及粟國二人為首的滯留者集團。以從不同遊戲中集齊所有撲克為目的，從而讓集團的位列第一的成員逃出「今際之國」為目標，讓海濱得以聚集了各種各樣的職業的滯留者，同時為了應付各種不同種類的「遊戲」，通過各有所長的四人一組組成「集團」，把「遊戲」的風險減到最低，提高滯留者的生存率，並收集不同的撲克。

海濱裡設有三條規則：

穿著泳裝（為了防止在身上暗藏武器）。

撲克牌是全「海濱」的財產。

背叛者處以死刑。

成為「海濱／海灘」的成員會各自配給一條儲物櫃的鎖匙以作記認。而在海濱裡成員的號碼分配亦為他們在那裡的排名高低。這個次序除處於上位的成員死亡而被調前，也可以通過得到未收集到過的撲克而大幅提升。海濱由排名No.1的賣帽人派（理想派）及No.2的阿耆尼派（武鬥派）這二大勢力互相牽制而保持安穏。但後來因為「賣帽人」的死亡及遊戲♥10「狩獵魔女」的出現而使得秩序甚至整個「海濱」崩潰。

#### 「簽證」
玩家的「簽證」
- 玩家「簽證」從撲克牌決定，數字代表可停留日數，花色代表遊戲類型。每種遊戲每天日落後分別在不同的地方進行，成功CLEAR遊戲者可獲得一張遊戲難易度的撲克牌和可停留日期「簽證」，簽證日期可累計。

發牌者的「簽證」
- 發牌者「簽證」與玩家不同，必須參加主辦單位策劃的遊戲，並且當起負責者才能獲得。
- 遊戲參加人數代表可停留日數，參加遊戲的人如果全部死亡，就可以獲得相應人數的可停留日期「簽證」，簽證日期可累計。
- 即使參加遊戲的「玩家」只要有一人CLEAR遊戲便會GAME OVER。
- 如果「玩家」把除了「人頭牌」外的所有「遊戲」CLEAR的話，“中场休息”之后發牌者會被雷射殺死。

### 進入和停留
- 今際之國處於日本東京。
- 進入者為陨石落下到東京時的遇難者。
- 進入今際之國前會看到天空放出的巨大煙花。
- 進入今際之國的人有一天的停留期，進入今際之國後分為「玩家」或者是「發牌者」，兩者為對立狀態。
- 要在今際之國停留更長時間需要獲得「簽證」。
- 「簽證」從遊戲裡獲得，「玩家」的方法為把「遊戲」CLEAR，「發牌者」則是視該「遊戲」的死亡人數而定。

### 禁止事項
- 離開了日本領海範圍的話，即使簽證未到期依然會被雷射射死。
- 「發牌者」的身份暴露了給「玩家」知道的話、會被雷射射死。
- 「玩家」於「第一階段」的期間、不能進入「發牌者」的支部内。若然進入的話會被雷射射殺強制排除，不過在「第一階段」結束後便能自由出入（但此时进入只能够看到“发牌者”全员被处决之后的尸体，“国民”也会察觉到“玩家”闯入支部并向其通话，祝贺通关并预告“第二阶段”）。

### 「遊戲」
- 「遊戲」會場存在於23個區內，必須自己尋找。
- 「遊戲」在每天晩上開始。
- 「遊戲」的會場會在日落後被照亮。
- 「遊戲」會場是由本部傳達給各支部的「發牌人」去營建。
- 「遊戲」會場有電力與自來水供應。電力是從特定場所輸送。
- 「遊戲」的难易度、类型及具体规则內容需要入場後才能知道。
- 「遊戲」的難易度、類型及停留日數由撲克牌顯示，花色決定種類，數字代表可停留數字，數字越大難度越高。
- 不同的「遊戲」之间，会场和规则不能相互干涉。

| 遊戲花色 | 類型   | 備註                                                           |
| -------- | ------ | -------------------------------------------------------------- |
| 黑桃♠    | 力量型 | 適合對自己體格，體力自信的人                                   |
| 方塊♦    |        | 適合頭腦好和知識豐富的人                                       |
| 梅花♣    | 团队型 | 黑桃和方塊兩者的平衡，適合團體合作分工的類型                   |
| 紅心♥    | 心理型 | 玩弄人心，使玩家們互相猜忌引起玩家之間的不信任並自相殘殺的類型 |

- CLEAR遊戲的人能夠離開場地並獲得難易度的撲克牌和「簽證」，遊戲難度高的甚至獲得額外獎品。
- 遊戲不能中途退出，否則視為失敗處理，立刻死亡。但某些不直接参与游戏的“发牌者”可以在游戏中经由秘密途径离开会场。
- 多數遊戲也要在限定日數內完成，但也有少數沒規定日期的遊戲。
- 「玩家」如果無法在限定時間內通關「遊戲」，將會全員死亡。也有會場會在「遊戲」完結後被爆破。

#### 「第二階段」
- 所有40个「数字牌」的「遊戲」都通關，代表了「玩家」與「發牌者」之間的對戰完結，之后會有3天的「中場休息」，期間簽證的日數計算暫停。
- 「中場休息」结束後，便會開始「第二階段」的「遊戲」，代表了「玩家」與「国民」之間的對戰开始。
- 滯留者们只要打倒「第二階段」中「人頭牌」的十二種舞台并最终幸存下来，就有资格选择成為「今際之國」的國民。
- 除了「♠K」以外，其他花牌會在23區各設置一個會場，會場上空會有一艘懸掛著撲克牌花樣的飛船，因此与“第一阶段”不同，游戏的难易度、类型及会场位置不需要入场就可以知道。
- 跟「第一階段」不同，「遊戲」的開始時間並沒限制。
- 當「遊戲」被CLEAR後、會場上空的飛船便會墜落。

## 「遊戲」

### 本篇的遊戲
|   | 目前已知道內容／玩家的「遊戲」 |   |   |   |    |    |    |  |   |    |     |    |     |
| ♠ |                                |   | 3 |   | 5  | 6  | 7  |  |   |    | J   | Q◎ | K◎※ |
| ♥ |                                | 2 |   | 4 |    |    | 7◎ |  | 9 | 10 | J◎※ | Q  | K   |
| ♣ |                                | 2 | 3 | 4 |    |    |    |  |   | 10 | J   | Q  | K◎  |
| ♦ |                                |   |   | 4 | 5◎ | 6◎ |    |  |   |    | J◎  | Q  | K◎※ |

◎表示該「遊戲」內容必須要有「玩家」死亡才能CLEAR。（遊戲的難度愈高，出現此內容的機率愈高。）

※ 表示主办该游戏的「發牌者」／「國民」必须在游戏过程中死亡，该「遊戲」才能通关。

# 表示首次參與「遊戲」的「玩家」。

#### 第一階段

##### 黑桃♠
♠3《主題公園》(漫畫第五十二話)

CLEAR：不被「吉祥物」抓到從正門逃脫。

GAME OVER：被「吉祥物」抓到殺死。

「參與者」：

(漫畫)：#久間欣治、#設樂颯胡、#如月詩、#牧琢巳、#神崎豪謙

♠5《捉迷藏》(漫畫第六至九話、影集第一季第二集)

躲避者CLEAR：躲避者必須在限時內找到鬼的房間按下按鈕，按鈕有兩個，必須有兩個玩家同時按下後才能過關。
鬼CLEAR：使用自动武器，限时内找到并全数杀害所有躲避者。

GAME OVER：限時內雙方無一通關。

「參與者」：

(漫畫)：有栖良平、宇佐木柚葉、苅部大吉、苣屋駿太郎、#龍田康大

(影集)：有栖良平、宇佐木柚葉、苅部大吉、粟國杜園、苣屋駿太郎、#龍田康大

♠6《猛獸獵人》(漫畫第十七話、影集第一季第五集)

CLEAR：殺死所有猛獸就可通關遊戲。

GAME OVER：玩家全滅。

「參與者」：

(漫畫、影集)：「海濱」武鬥派等人

♠7《烹刑》- (漫畫特別篇8、影集第二季第五集)

CLEAR：在遊戲場地倒塌之前離開會場。

GAME OVER：玩家全滅。

「參與者」：

(漫畫)：#塀谷朱音、八田貫幸

(影集)：#塀谷朱音

##### 紅心♥
♥2（不知名遊戲）
 漫畫第10回
玩家每人搭上一列四節乘客車廂的列車。

搭上後每人獲得一個氧氣面罩和三個可使用五分鐘的氧氣罐，每次使用就必須用到氧氣沒有為止。

玩家每前進一個車廂，車門會鎖上，必須停留五分鐘，才可通過下一車廂。

其中一個車廂會排放劇毒性瓦斯，進入後可通過放置車廂的鮮花是否枯萎來確認。

事實上毒氣都在第四節車廂，若在前三節車廂用掉三瓶氧氣，到第四節車廂便無法通過。

CLEAR：走到最後一節車廂。

GAME OVER：無法走到最後一節車廂。

「參與者」：

(漫畫)：#紫吹小織

♥4《問卷調查》- (漫畫特別篇1至3)

搭上安裝在大廈外層的升降台後，會從頂樓降下一半的樓層，然後看著屏幕在60秒內回答問題。

屏幕上提供一個問題與對不同族群調查此問題的問卷結果

答案只有兩個可選，選問卷結果中的多數或是少數。

回答多的人，正確會上升一層樓，錯誤就會下降一層樓，並遭受強大電流洗禮。

回答少的人，正確會上升兩層樓，錯誤電梯就會立刻斷開纜繩，直接GAME OVER。

如果回答的過程中玩家能夠讓其他的玩家回答錯誤的答案，自己答案正確的話能夠額外增加上升五層樓的獎勵。

CLEAR：到達頂樓。

GAME OVER：到達最底層。

「參與者」：

(漫畫)：#堂道隼人、有栖良平

♥7《躲貓貓》◎ - (漫畫第十一至十三話、影集第一季第三集)

玩家其中之一扮演狼，其他玩家扮演羊。

在10分鐘之內，狼和羊互相廝殺，若扮演狼的人看到了扮演羊的人，狼和羊身份會互換。

CLEAR：時間結束時身分為狼的玩家。

GAME OVER：時間結束時身分為羊的玩家。

「參與者」：

(漫畫、影集)：有栖良平、苅部大吉、勢川張太、紫吹小織

♥10《狩獵魔女》- (漫畫第二十至二十八話、影集第一季第六至八集)

在限定時間內找出殺害少女的魔女（“魔女”为代词，其真实身份不一定为女性）并将其烧死。原為♥5遊戲，在彈間死去後改為♥10。

CLEAR：找出魔女，并把魔女用火燒掉。

GAME OVER：限定時間內無法找出魔女。

「參與者」：

(漫畫、影集)：「海濱」眾人

##### 梅花♣
♣2《借物竞走》- (影集第一季第五集)

每玩家為六人一組，要在限時45分鐘內不擇手段地把小組成員需要的物品提交。

CLEAR：把小組成員需要的全部物品帶回遊戲場地的入口提交。

GAME OVER：小組需要提交的物品不符合或沒有在限時內提交需要的物品。

「參與者」：

(影集)：海濱成員

♣3《神籤》- (漫畫第二、三話，影集第一季第七集)

參加者抽籤，抽到大吉直接過關，抽到中吉以下的人要回答問題，答案皆為數字，答對的話過關；答錯時，答錯的人所回答的數字與正確答案相差多少，就會有多少支火焰箭矢從神籤標示的方位向答錯的人發射過來。抽到的籤越差，問題難度越高。

CLEAR：所有玩家完成抽籤，無論問題是否答對，只要存活下來即可通關。

GAME OVER：燈籠全部熄滅時，還有任何玩家尚未抽籤，或者玩家全滅。

「參與者」：

(漫畫)：#有栖良平、#苅部大吉、#勢川張太、紫吹小織

(影集)：#佐村隆寅

♣3《是生是死》- (影集第一季第一集)

在時限內選擇『生』或『死』的門進入正確的房間。

CLEAR：限定時間內选择正确的门，逐个房间通过，最后逃出大樓。

GAME OVER：游戏过程中選擇了錯誤的門，将被激光击毙；玩家未能在限定時間內逃出房間或大樓，将被地板上的喷火设备烧死。

「參與者」：

(影集)：#有栖良平、#苅部大吉、#勢川張太、紫吹小織

♣4《RUN AWAY》- (漫畫特別篇4至5，影集第一季第四集)

在十公里長的隧道中通過4個試煉到達終點。試煉包含獵豹、淹水、鱷魚、寒冷。

一個發牌人會扮演受傷無法行動的玩家，要求玩家留下陪伴。

事實上終點就在起點旁邊，無視受傷者自行逃跑的玩家無法通關。

CLEAR：到達終點。

GAME OVER：無法在限時內到達終點。

「參與者」：

(漫畫)：九頭龍慧一、山根魁翔

(影集)：有栖良平、宇佐木柚葉

♣10《火柴工廠賓果》- (影集第一季第五集)

每位玩家共有9枝火柴可以使用，找到隱藏在24間房間內的數字作出回答。

CLEAR：達成賓果即可通關。

GAME OVER：9枝火柴完全使用完畢或無法在限時內達成賓果。

「參與者」：

(影集)：宇佐木柚葉

##### 方塊♦
♦4《提問是／燈泡》- (漫畫第十八話、影集第一季第五集)

在限定時間內回答哪一個电闸能夠把燈開啟。

燈在另一個房間，開關有三個，門關上時能夠隨意打開或關閉电闸，但門在打開的時候，使用其中一個电闸後，門就不能再關閉，並且不能再使用其他的电闸。当有人处于灯泡所在的房间内时，门无法被关闭。

CLEAR：回答正確。

GAME OVER：回答錯誤或在水浸到天花板上的電線前未能回答。

「參與者」：

(漫畫)：安梨鶴奈

(影集)：有栖良平、水鶏光、安梨鶴奈、龍田康大

♦6《21點》◎ - (漫畫特別篇第六至七話)

以自己的簽證剩餘時間按小時算，換成籌碼進行遊戲，一個小時算一個籌碼。

在限定時間內進行賭場遊戲21點，每個人輪流做莊家，所有牌發完後到下一位做莊家。

籌碼為0的人會被頸上綁住的繩子吊起來直接game over。

每个人的前面都有一把上锁的手枪，手枪有且仅有一颗子弹。一旦玩家证据确凿發現了使用不正當手段贏取籌碼的人，游戏便会放开解锁手枪的权利，玩家要用桌上的手槍把作弊者裁決，用其他方法裁決或者误杀玩家也将被判为GAME OVER。

CLEAR：只剩下一個人的時候遊戲結束，此人過關，剩餘的籌碼也當作簽證加入到新簽證。

GAME OVER：限定時間未能决出最后一位胜者，所有人GAME OVER。

「參與者」：

(漫畫)：#苣屋駿太郎

#### 第二階段
除了人頭牌以外的「遊戲」全部被CLEAR後，由餘下的「玩家」與「國民」進行對決。

##### 黑桃♠
「♠J」（不知名遊戲） - (影集第二季第五集)

使用冷兵器進行格鬥。

CLEAR：未知。

GAME OVER：未知。

「參與者」：

(影集)：水鶏光
「♠Q」《將軍》◎ - (影集第二季第五集至第六集)
挑戰者16人，皇后隊4人，遊戲開始時每人在身上穿戴一個背後有按鈕的背心，兩隊都有自己的「將軍」。
遊戲分16回合，兩隊分别为攻方和守方。攻方有5分鐘的進攻機會追逐守方隊員，可以使用暴力但不能使用武器，攻方隊員觸碰到守方隊員背後按鈕時守方隊員會遭到攤瘓並成為攻方隊員，「將軍」無法變更陣營。每5分钟，攻守双方角色互换

CLEAR：16回合結束時，人数较多的队伍将获得胜利。在遊戲中成為皇后隊隊員也能存活，所以是有可能獲得暫時國民資格的遊戲。

GAME OVER：16回合結束時，人数较少的队伍所有成员包括「將軍」将被激光处决。

「參與者」（挑戰者隊）：

(影集)：有栖良平、宇佐木柚葉、Kota及其他13名玩家

「參與者」（皇后隊）：

(影集)：RISA及其他4名玩家
「♠K」《SURVIVAL》 - (漫畫第32～56話、影集第二季第一集至第七集)

目前為唯一在彌留之國中需要被迫強制參與的遊戲。该游戏没有任何额外规则和说明，杀手「♠K」会出现在任何地方，包括东京城区和周边郊野的山林中，能够追踪幸存玩家的所在地，并使用各种强大的枪支弹药武器杀戮任何没有参加游戏的玩家，但不能干涉别的游戏场所，也不能杀害正在参与其他游戏的玩家。玩家可以用任何武器和手法与「♠K」交火，杀死「♠K」的玩家才能获得签证。另外，“人头牌”飞艇会跟随着「♠K」的位置航行。

CLEAR：「♠K」死亡。

GAME OVER：玩家全滅。

「參與者」：

(漫畫、影集)：※稚羅日勲、全体弥留之国玩家

##### 紅心♥
「♥J」《單人牢房》 ◎ - (漫畫第44～49話、影集第二季第三集至第四集)

 
參與者限制20名，游戏场地设在大型监狱内，并准备了长达一年的生活物资。在遊戲開始時於脖子上套上一個項圈，每一回合該項圈在脖子後方的位置會顯現出「♠、♥、♦、♣」其中一種花色，每回合有1小时的自由活动时间，此期间玩家之间可以自由交流以及活动。每回合的最后5分钟各个单人牢房开启，玩家须单独进入牢房并猜测出自己脖子上的花色。猜测正确则继续进行下一轮，错误则项圈爆炸当场死亡。
- 牢房上锁之后，单间牢房内不得有二人或以上。（此条规则，影集没有提及）
- 不得以任何方法阻止他人进入牢房，或者令他人无法完成答题。（此条规则，影集没有提及）
- 游戏过程中不得以暴力致人死亡。
- 本游戏没有总时长的限制。
- 在游戏结束之前，参与游戏的所有玩家，签证都会暂停计算日期。（此条规则，影集明确提及，漫画有描述相关剧情但规则正文没有提及）
- 负责筹备本游戏的国民「♥J」隐藏身份藏匿在20名玩家之中。

本游戏每回合设定为限定1小时，即每个小时就要完成一次猜测，因此即使是群体互助打延长战，也难以度过长期24小时不间断的猜测任务；同时「♥J」藏身于玩家中伺机作乱，加上玩家错误的判断造成误杀，使玩家难以维持之间的信任。

 
CLEAR：「♥J」死亡，剩余玩家立即全部通关。

 
GAME OVER：
- 每回合限制时间内未能作答，或者回答错误。
- 「♥J」以外，没有或僅剩一名玩家存活。（此条规则，影集没有提及）

「參與者」：

(漫畫)：※松下苑治、矢場旺希、盤田素那斗、志賀琴子、御劔榮司、刈谷國雄、六道喝齋、相全雅喜、桐生元氣、瀬戸秋文、太木一瓶、赤卷潤美、木松院翔、箕面瞭知、日比野瑠衣、徳井芽衣沙、金子元彥

(影集)：※松下苑治、苣屋駿太郎、矢場旺希、盤田素那斗、志賀琴子、桐生元氣、瀬戸秋文、太木一瓶、赤卷潤美、木松院翔、徳井芽衣沙
「♥Q」《槌球遊戲》 - (漫畫第57～63話、影集第二季第七集至第八集)

 
參與者無限制，可以攜帶武器，在規定的時間內把球通過六個門，並把這過程完成三次。但实际上作为心理型游戏，“槌球”只是表象，作为资深心理医师的加纳未来「♥Q」会在中途要求暂停游戏，并利用浸入药物的茶饮诱导玩家陷入幻觉，对其展开强大的心理攻势，逐步迫使玩家放弃意志力而令玩家GAME OVER

CLEAR：完成三次沒有「中途棄權」的槌球比賽，无需统计胜负。

GAME OVER：中途棄權，自我放棄繼續「遊戲」的意志。

「參與者」：

(漫畫、影集)：加納未來、有栖良平、宇佐木柚葉
「♥K」（不知名遊戲） - (影集第二季第七集)

 
玩家在只能容纳一人通过的窄道內奔逃，黑暗之中有獅子的叫聲。

CLEAR：未知。

GAME OVER：未知。

「參與者」：

(影集)：

##### 梅花♣
「♣J」（不知名遊戲） - (影集第二季第七集)

多人攀爬繩子，并在半空中进行格斗。

CLEAR：未知。

GAME OVER：无法抓紧绳子而掉落的玩家游戏结束。

「參與者」：

(影集)：
「♣Q」《目標》 - (影集第二季第七集)

游戏场地位于一处沉砂池，玩家两人一组，每组分别站在沉淀池壁上，互相扔球。

CLEAR：未知。

GAME OVER：无法站立，掉下沉砂池则游戏结束。

「參與者」：

(影集)：水鶏光、安梨鶴奈
「♣K」《分數爭奪戰》 ◎ - (漫畫第33～41話、影集第二季第一集至第三集)

玩家隊與「♣K」隊互爭點數。两队各需要5人开启游戏，限定時間2小時。雙方最初各持有一萬點。各隊伍可以自由分配點數。任何参与者不得携带任何武器或任何金属物品进入场地。
| 決鬥 | 接觸對方身體，點數多為勝利，從點數少的人獲得500點。并且可由两名队友可以拉手进行複數參戰，游戏会以双方决斗队员的总分进行计算，本次战斗结束后双方参战队友会均摊奖惩分数。 |
| 道具 | 遊戲會場的六處地方有一次性加分道具，触碰过后即可加分。最低500分，最高3000分。                                                                                           |
| 陣地 | 每隊各自擁有一個陣地，有無限點數。 |
| 夺旗 | 触碰对方阵地以完成一次夺旗，每位夺旗成功的玩家可获得10000分 |

双方在决斗之前无法看到对方手环的分数状况。游戏过程中碰到對方陣地可獲得10000點。但守方队员可以持续接触己方陣地令點數暂时增加到無限大进行防备，這種情況下如果发生決鬥，有防备的守方队员可以从攻方队员夺走10000點，并在脱离接触己方阵地后显示在真实分数中。为了防止优势队伍囚禁劣势队伍，不断对战令其分数无限制流失，规定通過決鬥/夺旗获得一次分數後，双方都会處於無效狀態，此時必須回到己方陣地触碰以解除无效，否則再次決鬥無效。無效狀態下決鬥，雙方的手腕會發出能把人電暈的高壓電流。

CLEAR：點數較高隊伍。

GAME OVER：點數較低隊伍，或者游戏中點數被扣至負數的玩家會立刻GAME OVER。

「參與者」（玩家隊）：

(漫畫、影集)：有栖良平、宇佐木柚葉、水鶏光、韮木傑、龍田康太

「參與者」（國民隊）：

(漫畫、影集)：久間欣治、設樂颯胡、如月詩、牧琢巳、神崎豪謙

##### 方塊♦
「♦J」《麻雀》  - (影集第二季第七集)

四人進行關西麻雀。

CLEAR：成為第一名。

GAME OVER：第二名或以下。

「參與者」：

(影集)：駒山阿門、苣屋駿太郞
「♦Q」《密室》 - (影集第二季第七集)

游戏场地是一个大型停车场，玩家需要在这里解决所有谜题才可以逃出游戏场地和必须逃离方块Q的追杀，玩家可以隐藏在车辆内，方块Q可以使用自己身上的锁匙，而可以打开车尾箱里的武器来更换身上的武器。

CLEAR：打開停車場大門而逃出停車場。

GAME OVER：被方塊Q殺死。

「參與者」：

(影集)：安梨鶴奈
「♦K」《天平》 ◎ - (影集第二季第六集)

五人在一分鐘內從0至100的整數裡選出一個數字，然後在不知道其他人的選擇下，求出全員選擇的平均數，輸入最靠近「平均數乘以0.8的數字」的人得勝，勝者以外的人扣一分。負分到達十分時，參賽者頭上的天秤將傾斜，而天秤內的王水（影集為硫酸）將倒在參賽者頭上，而參賽者將因腐蝕死亡GAME OVER。隨死亡人數增加規條：
死亡第一個人：若有兩人以上選擇了同一數字，则所有雷同的选择全部判负。
死亡第二个人：若有玩家的选择正中獎勵（輸入數字與「平均數乘以0.8的數字」的差小於一），则其余敗者分数变为扣兩點。
死亡第三個人：有一方選擇0的情況下，選擇100的一方勝出。此时遊戲規則與猜拳無異，100剋0、0剋1、1剋100。

CLEAR：最後一名生存者。

GAME OVER：扣分達到十分。

「參與者」：

(漫畫、影集)：苣屋駿太郞、※九頭龍慧一、大門妃納子、彌重勉三、飛鳥馬尚

### RETRY篇的遊戲
♥9《侵略地球》- 漫畫第一至十三話

每位玩家的手機內分配了共計7張的「LIFE」和「DEATH」卡。遊戲中設有避難所，分配「LIFE」卡片給予對方，對方的手機ID便能擁有進入避難所的許可。反之分配「DEATH」卡片給予對方會使對方手中一張「LIFE」卡失效。以下為「遊戲」規則。

- 每個房間只能使用一張「LIFE」卡。
- 「DEATH」卡為獨立卡片，可隨時使用。
- 卡片不能分配已經遭到外星人侵略的玩家。

CLEAR：使用完7張卡片。

GAME OVER：遭到外星人侵略，或者未能在限時內進入避難所。

「參與者」

(漫畫)：#有栖良平、#堀川向葵里、#鬼頭正嗣、#堀川讓、#尾上七瀨、#大河直倫

## 出版書籍
| 卷數 | 小學館         | 小學館                 | 文化傳信       | 文化傳信               | 東立出版社     | 東立出版社             |
| 卷數 | 發售日期       | ISBN                   | 發售日期       | ISBN                   | 發售日期       | ISBN                   |
| ---- | -------------- | ---------------------- | -------------- | ---------------------- | -------------- | ---------------------- |
| 1    | 2011年4月18日  | ISBN 978-4-09-122819-2 | 2012年3月30日  | ISBN                   | 2012年10月19日 | ISBN 978-986-317-972-6 |
| 2    | 2011年9月16日  | ISBN 978-4-09-123269-4 | 2012年5月1日   | ISBN                   | 2013年5月9日   | ISBN 978-986-317-973-3 |
| 3    | 2012年1月18日  | ISBN 978-4-09-123444-5 | 2012年6月27日  | ISBN 978-988-8114-61-0 | 2013年6月20日  | ISBN 978-986-317-974-0 |
| 4    | 2012年7月18日  | ISBN 978-4-09-123779-8 | 2013年1月3日   | ISBN 978-988-8194-53-7 | 2014年1月9日   | ISBN 978-986-317-975-7 |
| 5    | 2012年10月18日 | ISBN 978-4-09-123897-9 | 2013年9月8日   | ISBN                   | 2014年5月8日   | ISBN 978-986-324-499-8 |
| 6    | 2013年1月18日  | ISBN 978-4-09-124171-9 | 2013年11月15日 | ISBN 978-988-8195-88-6 | 2014年6月24日  | ISBN 978-986-324-886-6 |
| 7    | 2013年5月17日  | ISBN 978-4-09-124304-1 | 2014年3月8日   | ISBN 978-988-8195-89-3 | 2014年12月1日  | ISBN 978-986-332-887-2 |
| 8    | 2013年8月16日  | ISBN 978-4-09-124363-8 | 2014年6月11日  | ISBN                   | 2021年2月2日   | ISBN 978-986-337-531-9 |
| 9    | 2013年12月18日 | ISBN 978-4-09-124514-4 | 2014年11月13日 | ISBN 978-988-8318-03-2 | 2021年3月5日   | ISBN 978-986-348-323-6 |
| 10   | 2014年3月18日  | ISBN 978-4-09-124580-9 | 2015年2月17日  | ISBN 978-988-8318-04-9 | 2021年4月8日   | ISBN 978-986-348-955-9 |
| 11   | 2014年6月18日  | ISBN 978-4-09-124667-7 | 2015年8月19日  | ISBN 978-988-8318-82-7 | 2021年8月27日  | ISBN 978-986-365-541-1 |
| 12   | 2014年10月17日 | ISBN 978-4-09-125308-8 |                |                        | 2021年10月25日 | ISBN 978-986-382-343-8 |
| 13   | 2014年12月18日 | ISBN 978-4-09-125416-0 |                |                        | 2021年11月25日 | ISBN 978-986-382-744-3 |
| 14   | 2015年2月18日  | ISBN 978-4-09-125560-0 |                |                        | 2022年1月3日   | ISBN 978-986-382-987-4 |
| 15   | 2015年5月18日  | ISBN 978-4-09-125837-3 |                |                        | 2022年3月10日  | ISBN 978-986-462-474-4 |
| 16   | 2015年9月18日  | ISBN 978-4-09-126206-6 |                |                        | 2022年4月28日  | ISBN 978-986-462-475-1 |
| 17   | 2016年1月18日  | ISBN 978-4-09-126698-9 |                |                        | 2022年5月27日  | ISBN 978-957-26-8677-5 |
| 18   | 2016年4月18日  | ISBN 978-4-09-127097-9 |                |                        | 2022年6月27日  | ISBN 978-957-26-8678-2 |

- 限定版（附OVA DVD）

| 卷數 | 小學館         | 小學館                 |
| 卷數 | 發售日期       | ISBN                   |
| ---- | -------------- | ---------------------- |
| 12   | 2014年10月15日 | ISBN 978-4-09-941842-7 |
| 13   | 2014年12月16日 | ISBN 978-4-09-941850-2 |
| 14   | 2015年2月16日  | ISBN 978-4-09-941849-6 |

今際之國的闖關者RETRY
全2卷
| 卷數 | 小學館         | 小學館                 | 東立出版社   | 東立出版社             |
| 卷數 | 發售日期       | ISBN                   | 發售日期     | ISBN                   |
| ---- | -------------- | ---------------------- | ------------ | ---------------------- |
| 1    | 2020年12月11日 | ISBN 978-4-09-850365-0 | 2022年9月8日 | ISBN 978-957-26-9270-7 |
| 2    | 2021年2月23日  | ISBN 978-4-09-850388-9 | 2023年4月7日 | ISBN 978-957-26-9271-4 |

## OVA
本作為小學館《Sunday》連載的7部作品連續OVA化「ANISUN」企劃之一，隨漫畫單行本第12卷特別版於2014年10月15日發售首集OVA。並於2015年10月6日起三星期在TOKYO MX《ANISUN劇場》電視節目內播出。

### 配音人員
- 有栖良平：細谷佳正
- 苅部大吉：鈴木達央
- 勢川張太：代永翼
- 紫吹小織：坂本真綾
- 宇佐木柚葉：壽美菜子
- 苣屋駿太郎：櫻井孝宏
- 遊戲中的語音：諸星堇
- 無線語音(賣帽人)：若本規夫
- 男人：臼木健士朗
- 遊戲參加者：松本忍、小野雄哉、三宅健太、桐本琢也、烏丸祐一、齊藤壯馬、坂口候一、木島隆一、塩谷綾子

### 製作人員
- 原作：麻生羽呂（週刊少年Sunday、週刊少年Sunday增刊連載）
- 企劃：佐上靖之、繩田正樹、勝股英夫
- 監督：橘秀樹
- 副監督：松根正人
- 系列構成：中村亮介
- 人物設定：須藤智子
- 美術監督：桑原悟
- 色彩設計：但野由紀子
- 攝影監督：岩井和也
- 3D監督：濱村敏郎
- 編集：坪根健太郎
- 音樂：堤博明
- 音樂製作：田井基良
- 音響監督：土屋雅紀
- 動畫製作人：burnum studio
- 製作人：鳥光裕、大山良、岩瀨智彥
- 動畫製作：SILVER LINK./CONNECT
- 製作：ANISUN製作委員會

### 各話列表
| 話數 | 日文標題 | 中文標題           | 劇本     | 分鏡     | 演出     | 作畫監督                  | 總作畫監督 |
| ---- | -------- | ------------------ | -------- | -------- | -------- | ------------------------- | ---------- |
| #1   |          | game1 ♣3「梅花三」 | 中村亮介 | 松根正人 | 松根正人 | 原友樹、丹羽信禮 須藤智子 | 須藤智子   |
| #2   |          | game2 ♠5「黑桃五」 | 中村亮介 | 橘秀樹   | 橘秀樹   | 原友樹、丹羽信禮 須藤智子 | 須藤智子   |
| #3   |          | game3 ♥7「紅心七」 | 中村亮介 | 島津裕行 | 橘秀樹   | 原友樹、丹羽信禮 須藤智子 | 須藤智子   |

## 網路劇
本作由Netflix出資，第一季共8集，並於2020年12月10日起在Netflix平台全球首播。
Netflix已於12月25日宣布續訂第二季。將於2022年12月22日起在Netflix平台全球首播。

### 製作人員
- 原作：麻生羽呂「今際之國的闖關者」
- 導演：佐藤信介
- 編劇：渡部辰城、倉光泰子、佐藤信介
- 音樂：山田豐（日语：やまだ豊）
- 攝影導演：河津太郎
- 美術導演：斎藤岩男
- 動作導演：下村勇二（日语：下村勇二）
- VFX監察人：神谷誠（日语：神谷誠）、土井淳
- 執行製作人：坂本和隆
- 製作人：森井輝（日语：森井輝）
- 企劃、製作：ROBOT（日语：ロボット (企業)）

## 相關項目
- 愛麗絲夢遊仙境

## 外部連結
- WEB Sunday官方網頁 － 今際之國的闖關者
- ANISUN「今際之國的闖關者」